# Biltine (departement)
Biltine er et af de tre departementer, som udgør regionen Wadi Fira i Tchad.
14°31′39″N 20°55′36″Ø / 14.5275°N 20.9267°Ø